# NX NoMachine
A tecnologia NX é um pacote de aplicações concebidos para acelerar as transacções das ligações X11 permitindo altos desempenhos no que toca a virtualização de ambientes de trabalho. Foi inicialmente desenvolvida pela NoMachine. Esta tecnologia permite ainda conjugar o parque informático com tecnologias já existentes, como RDP ou VNC, permitindo obter os mesmos ganhos de desempenho.
Para atingir boas velocidades de transferência, o NX reduz as interacções entre cliente-servidor do protocolo X11, estabelecendo um proxy nas extremidades que irá fazer uso, também, de uma cache, além da compressão em tempo real. Assim, quando uma região do ambiente de trabalho é desenhada pela primeira vez (como a primeira abertura do menu de aplicações), irá demorar alguns segundos; no entanto, posteriores redesenhos (expansões posteriores do menu de aplicações) serão praticamente instantâneas, uma vez que essa região já se encontra em cache.
Para assegurar a confidencialidade das transmissões, o NX baseia-se em SSH, permitindo tirar partido das vantagens da criptografia de chave pública. Após a autenticação regular de uma sessão de SSH, a transmissão do ambiente de trabalho dá-se através dos mecanismos nativos de X11 (X11 forwarding), embora intermediados por um proxy que irá fazer a compressão e caching dos gráficos.

## Licenciamento e comercialização
O núcleo NX foi liberado sob GPL, embora a NoMachine mantenha soluções comerciais para GNU/Linux, Microsoft Windows, Solaris, Mac OS X e sistemas embarcados. Dada a natureza de código aberto da tecnologia NX, foi criado o projecto FreeNX que providenciam os scripts necessários para interagir com as bibliotecas NX.